# Eryang Jingyingsuo (bondby i Kina, Heilongjiang Sheng, lat 48,15, long 129,39)
Eryang Jingyingsuo (kinesiska: 二杨经营所) är en bondby i Kina. Den ligger i provinsen Heilongjiang, i den nordöstra delen av landet, omkring 340 kilometer nordost om provinshuvudstaden Harbin. Antalet invånare är 179. Befolkningen består av 87 kvinnor och 92 män. Barn under 15 år utgör 3,0 %, vuxna 15-64 år 78 %, och äldre över 65 år 17,0 %.
Runt Eryang Jingyingsuo är det ganska glesbefolkat, med 40 invånare per kvadratkilometer. Närmaste större samhälle är Xinqing, 18,4 km nordost om Eryang Jingyingsuo. I omgivningarna runt Eryang Jingyingsuo växer i huvudsak blandskog.
Genomsnittlig årsnederbörd är 1 017 millimeter. Den regnigaste månaden är juli, med i genomsnitt 253 mm nederbörd, och den torraste är januari, med 11 mm nederbörd.